# جامعه‌شناسی دین
جامعه‌شناسی دین (به انگلیسی: Sociology of religion) از حوزه‌های جامعه‌شناسی است که به بررسی نقش دین در جامعه می‌پردازد.

## پیشینه
چگونه می‌توانیم در دنیایی بدون خدا زندگی کنیم؟  این پرسش از سده هجدهم به بعد، هنگامی که متفکّران اجتماعی و علمای دینی تصور کردند نفوذ دین به شدت رو به زوال می‌رود، در فرهنگ غرب طنین افکند. نزدیک به پایان سده نوزدهم، فریدریش نیچه اعلام داشت که «خدا مرده!». به ادعای نیچه از این پس، باید بدون اصول راهنمای ثابت اخلاقی زندگی کنیم. زندگی در دنیایی بدون خدا به معنای آن است که ارزش‌های خودمان را خلق کنیم و به آنچه نیچه «تنهایی وجود» می‌نامید، عادت کنیم. ولی روشن نیست آن‌طور که نیچه تصوّر می‌کرد نفوذ دین تا مرحله‌ای تنزل کرده باشد که به کلی محو گردد (گیدنز، ۱۳۷۶: ۴۹۵).
رویکردهای جامعه‌شناختی نسبت به دین هنوز شدیداً تحت تأثیر اندیشه‌های سه نظریه‌پرداز کلاسیک جامعه‌شناسی یعنی مارکس، دورکیم و وبر است. هیچ‌یک از این سه جامعه‌شناس خود مذهبی نبودند و همگی فکر می‌کردند که اهمیت دین در دوران امروزی کاهش خواهد یافت. آن‌ها بر این باور بودند که مذهب اساساً یک توهم است، زیرا طرفداران مذاهب مختلف ممکن است به‌طور کلی در مورد اعتبار اعتقاداتی که دارند، متقاعد شده باشند، اما اصل گوناگونی مذاهب و ارتباط آشکارشان با انواع مختلف جامعه، این اعتبار را زیر سؤال می‌برد (گیدنز، ۱۳۷۶: ۵۰۲).

## مارکس: دین و نابرابری
کارل مارکس با وجود این که در این زمینه تأثیر بسیاری بر جای گذاشته ولی گویا هرگز مذهب را به تفصیل مطالعه نکرده‌است. اندیشه‌های او اکثراً از نوشته‌های مؤلفان علوم الهی و فلسفی اوایل قرن نوزدهم سرچشمه می‌گرفت. یکی از این مؤلفان لودویگ فویرباخ بود که کتاب معروفی به نام جوهر مسیحیت نوشت؛ بنابر نظر فویرباخ، «دین عبارت است از عقاید و ارزش‌هایی که به وسیله انسان‌ها در تکامل فرهنگیشان به وجود آمده ولی به اشتباه به نیروهای الهی یا خدایان نسبت داده شده‌است. از آنجا که انسان‌ها تاریخ خود را کاملاً درک نمی‌کنند، معمولاً ارزش‌ها و هنجارهایی که به‌طور اجتماعی ایجاد شده‌اند را به اعمال خدایان نسبت می‌دهند.› بدینسان داستان ده فرمان که توسط خداوند به موسی داده شده تفسیر اسطوره‌ای سرچشمه‌های احکام اخلاقی است که حاکم بر زندگانی مؤمنان یهودی و مسیحی است.
فویر باخ می‌گوید مادام که ما ماهیت نمادهای دینی ای را که خودمان ایجاد کرده‌ایم درک نمی‌کنیم، محکوم هستیم که اسیر نیروهای تاریخ که توانایی کنترل آن‌ها را نداریم باشیم. فویر باخ اصطلاح بیگانگی را برای اشاره به وجود آوردن خدایان یا نیروهای الهی متمایز از انسان‌ها به کار می‌برد. ارزش‌ها و عقایدی که به وسیلهٔ انسان‌ها به وجود آمده‌اند ناشی از موجودات بیگانه یا جداگانه یعنی نیروهای دینی و خدایان پنداشته می‌شوند در حالی که اثرات بیگانگی در گذشته منفی بوده‌اند بنابراین درک دین به عنوان بیگانگی، به گفته فویر باخ، نوید امیدهای فراوانی را برای آینده می‌دهد. به محض اینکه انسان‌ها دریابند که ارزشهایی که به مذهب نسبت داده شده در واقع ارزش‌های خود آنهاست، آن ارزش‌ها به جای اینکه به زندگی پس از مرگ در جهان دیگر موکول گردند، در این جهان قابل تحقق می‌شوند. قدرت‌هایی را که بنابر باورهای مسیحیت تنها خداوند داراست خود انسان‌ها می‌توانند داشته باشند. مسیحیان معتقدند در حالی که خداوند قادر مطلق و مهربان مطلق است، انسان‌ها خود غیر کامل و ناقص هستند اما، فویر باخ معتقد بود توانایی بالقوه محبت و خوبی، و قدرت کنترل زندگی خودمان، در نهادهای اجتماعی انسانی وجود دارند؛ و به محض اینکه ما ماهیت حقیقی آن‌ها را درک کنیم، می‌توانند تحقق یابند.
مارکس این نظر را می‌پذیرد که دین نشان دهنده از خود بیگانگی انسان است. اغلب تصور شده‌است که مارکس دین را رد می‌کرد، اما این به هیچ وجه حقیقت ندارد. او می‌نویسد دین قلب یک دنیای بی قلب است. پناهگاهی در برابر خشونت واقعیتهای روزانه. از نظر مارکس، دین به صورت سنتی آن ناپدید خواهد شد، و باید بشود، اما این از آن روست که ارزش‌های مثبتی که در دین تجسم یافته می‌تواند به صورت آرمان‌های راهنمای بهبود سرنوشت بشریت در این جهان درآید، نه به این علت که خود آرمان‌ها و ارزش‌ها اشتباه هستند. ما نباید از خدایانی که خودمان آفریده‌ایم بترسیم، و باید از بخشیدن ارزشهایی به آن‌ها که خودمان می‌توانیم تحقق دهیم خودداری کنیم.
مارکس در عبارت مشهوری اعلام کرد که دین تریاک خلق بوده‌است. دین سعادت و پاداش‌ها را به زندگی پس از مرگ موکول می‌کند و پذیرش تسلیم طلبانه شرایط موجود را در این زندگی می‌آموزد بدین سان با وعده آنچه در جهان دیگر خواهد آمد توجه از نابرابری‌ها و بی عدالتی‌ها در این جهان منحرف می‌شود. دین دارای یک عنصر نیرومند ایدئولوژیکی است: اعتقادات و ارزش‌های دینی غالباً نابرابری‌های ثروت و قدرت را توجیه می‌کنند. برای مثال، این آموزش که فروتنان وارثان زمین خواهند بود بیانگر نگرش‌های افتادگی و عدم مقاومت در برابر ستم است (گیدنز، ۱۳۷۶: ۵۰۲).

## دورکیم: کارکردگرایی و شعایر دینی
برخلاف مارکس، امیل دورکیم بخش قابل ملاحظه‌ای از مطالعات خود را به بررسی دین اختصاص داده و به ویژه توجه خود را به دین در جوامع کوچک سنتی معطوف کرد. اثر دورکیم به نام صور بنیانی حیات دینی، که نخستین بار در سال ۱۹۱۲ منتشر گردید، شاید پرنفوذترین مطالعه در جامعه‌شناسی دین باشد. دورکیم دین را اساساً با نابرابری‌های اجتماعی یا قدرت مرتبط نمی‌سازد، بلکه آن را به طبیعت کلی نهادهای جامعه مربوط می‌کند. او مطالعه خود را بر مبنای بررسی توتم آیینی آن گونه که در جوامع بومی استرالیا معمول است قرار می‌دهد، و استدلال می‌کند که توتم آیینی نمایانگر دین در ابتدایی‌ترین یا ساده‌ترین شکل آن است و عنوان کتاب او از اینجا گرفته شده‌است.
توتم، در اصل حیوان یا گیاهی بود که اهمیت نمادین خاصی برای یک گروه داشت. توتم چیزی مقدس است، که با حرمت بدان نگریسته می‌شود و با شعایر گوناگونی احاطه گردیده‌است. دورکیم دین را برحسب تمایز میان چیزهای مقدس و چیزهای نامقدس تعریف می‌کند. او معتقد است که چیزهای مقدس و نمادها جدا از جنبه‌های عادی هستی و قلمرو چیزهای نامقدس، در نظرگرفته می‌شوند. خوردن حیوان یا گیاه توتمی، جز در مواقع تشریفاتی خاصی، معمولاً ممنوع گردیده‌است و این اعتقاد وجود دارد که توتم به عنوان چیزی مقدس واجد صفات الهی است که آن را از حیوانات دیگر که می‌توان شکار کرد، یا گیاهانی که می‌توان گردآوری و مصرف کرد، کاملاً جدا می‌کند.
چرا توتم مقدس است؟ به نظر دورکیم به این علت که توتم نماد خود گروه است، نمایندهٔ ارزش‌هایی است که برای گروه یا اجتماع اهمیت اساسی دارند. حرمتی که مردم برای توتم در نظر می‌گیرند در واقع ناشی از احترامی است که برای ارزش‌های اجتماعی اساسی قایل هستند. در دین موضوع پرستش در واقع خود جامعه است.
دورکیم قویا این واقعیت را مورد تأکید قرار می‌دهد که ادیان هرگز فقط یک موضوع اعتقادی نیستند. همهٔ ادیان متضمن اعمال تشریفاتی و شعایر منظمی هستند که در آن گروهی از مؤمنان گرد هم می‌آیند. در مراسم تشریفاتی جمعی، حس هم‌بستگی گروهی تأیید و تقویت می‌شود. تشریفات افراد را از امور مربوط به زندگی اجتماعی نامقدس دور کرده به قلمرویی متعالی وارد می‌کند که در آن اعضای گروه خود را در ارتباط با نیروهای عالی‌تر احساس می‌کنند. این نیروهای عالی‌تر، که به توتم‌ها یا تأثیرات الهی یا خدایان نسبت داده می‌شوند، در حقیقت بیان نفوذ و تأثیر جمع بر فرد است.
تشریفات و شعایر، از نظر دورکیم، برای پیوند دادن اعضای گروه ضروری است. از این روست که آن‌ها نه تنها در وضعیت‌های عادی پرستش، بلکه در بحران‌های گوناگون زندگی که در آن تغییرات و گذرهای عمدهٔ اجتماعی تجربه می‌شوند، مانند تولد، ازدواج یا مرگ نیز، یافت می‌شوند. عملاً در همهٔ جوامع، آیین‌های شعایری و تشریفاتی در این‌گونه گردهم‌آیی‌ها برگزار می‌گردند. دورکیم استدلال می‌کند که تشریفات جمعی در زمانی که مردم مجبور به سازگار شدن با تغییرات عمده در زندگی‌شان هستند هم‌بستگی گروهی را مجدداً تأیید می‌کند. شعایر تدفین نشان می‌دهد که ارزش‌های گروه پس از درگذشت افراد به خصوص زنده می‌ماند، و بنابراین وسیله‌ای برای مردم داغ‌دیده فراهم می‌کند که با شرایط تغییر یافته‌شان سازگار شوند. سوگواری بیان خود به خودی اندوه نیست، یا دست کم فقط برای آن‌ها که شخصاً از مرگ متأثر شده‌اند چنین نیست. سوگواری وظیفه‌ای است که توسط گروه تحمیل می‌شود.
دورکیم می‌گوید در فرهنگ‌های کوچک سنتی تقریباً همهٔ جنبه‌های زندگی تحت نفوذ دین است. تشریفات دینی، هم اندیشه‌ها و مقولات فکری جدید را به‌وجود می‌آورند و هم ارزش‌های موجود را مورد تأیید مجدد قرار می‌دهند. دین تنها یک رشته احساسات و اعمال نیست، بلکه در واقع نحوهٔ اندیشیدن افراد را در فرهنگ‌های سنتی مشروط می‌کند. حتی اساسی‌ترین مقولات فکری از جمله تصور زمان و مکان نخستین بر حسب مقولات مذهبی تعریف شدند. برای مثال، مفهوم زمان، در آغاز از شمارش فواصل موجود بین انجام دادن مراسم دینی پدید آمد.
دورکیم معتقد است که با توسعهٔ جوامع امروزین، نفوذ مذهب رو به زوال می‌گذارد. تفکر علمی بیش از پیش جای‌گزین تبیین مذهبی می‌شود، ولی اعمال تشریفاتی و شعایر تنها بخش کوچکی از زندگی افراد را اشغال می‌کنند. دورکیم با مارکس هم‌عقیده است که دین سنتی یعنی دینی که متضمن نیروهای الهی یا خدایان است، در آستانهٔ ناپدید شدن است. دورکیم می‌نویسد خدایان قدیمی مرده‌اند. با وجود این او می‌گوید که به مفهومی، دین به شکل تغییریافته ممکن است ادامه یابد. حتی جوامع امروزین انسجام خود را مدیون شعایری هستند که ارزش‌های آن‌ها را مورد تأیید مجدد قرار می‌دهد، بنابراین می‌توان انتظار داشت اعمال تشریفاتی جدیدی پدید آیند که جانشین مراسم تشریفاتی قدیمی‌شوند. در بارهٔ این که این اعمال تشریفاتی چه ممکن است باشد نظر دورکیم مبهم است. اما به نظر می‌رسد که او بزرگ‌داشت ارزش‌های انسان‌دوستانه و سیاسی مانند آزادی، برابری و همکاری اجتماعی را در نظر دارد.
می‌توان استدلال کرد که اکثر دولت‌های صنعتی در واقع ادیان مدنی را ترویج کرده‌اند. در بریتانیا، نمادهایی مانند پرچم، سرودهایی مانند سرزمین امید و سرافرازی و شعایری مانند مراسم تاج‌گذاری، همه در جهت تثبیت و تأکید مجدد راه و رسم زندگی بریتانیایی عمل می‌کنند. این نمادها با نهادهای دینی سنتی، مانند کلیسای انگلستان پیوند دارند. برعکس، شوروی، بر اساس اندیشه‌های مارکس، آشکارا با دین سنتی مخالف است. با وجود این، مارکس، انگلس و لنین خود به نمادهای قدرتمندی در یک دین مدنی تبدیل شده‌اند که توسط دولت حمایت می‌شود. جشن‌های روز اول ماه مه که هر ساله در میدان سرخ مسکو برگزار می‌شود، و شعایر دیگر، تعهد نسبت به آرمان‌های انقلاب روسیه را تقویت می‌کند.
این که آیا در این زمینه‌ها نیز می‌توان از دین سخن گفت قابل بحث است، این نمادها و شیوه‌های عمل در کنار ادیان سنتی وجود دارند. با وجود این به سختی می‌توان انکار کرد که نمادها و شعایر مدنی از مکانیسم‌های اجتماعی همانند با آنچه در شکل‌های سنتی دین یافت می‌شود، بهره می‌جویند.

## وبر: ادیان جهان و تغییر اجتماعی
دورکیم استدلال‌های خود را بر مبنای تعداد اندکی از نمونه‌ها قرار می‌دهد، اگر چه ادعا می‌کند که اندیشه‌هایش بر مذهب به‌طور کلی تطبیق می‌کنند. درمقابل، ماکس وبر به مطالعه وسیعی دربارهٔ ادیان سراسر جهان پرداخت. هیچ دانشمندی پیش از او، یا تاکنون، به کاری با چنین دامنه وسیع دست نزده‌است. بیشتر توجه وبر بر آنچه آن را ادیان جهانی نامیده‌است متمرکز بود. ادیانی که تعداد زیادی از مؤمنان را به خود جلب کرده‌اند و به‌طور قطعی بر مسیر تاریخ جهانی تأثیرگذارده‌اند. او مطالعات مفصلی دربارهٔ آیین‌های هندو، بودا، تائو و دین کهن یهود انجام داد؛ و در کتاب اخلاق پروتستان و روح سرمایه‌داری (۱۹۷۶، که نخستین بار در ۵–۱۹۰۴ منتشر گردید) و کتاب‌ها و مقالات دیگرش به‌طور گسترده دربارهٔ تأثیر مسیحیت برتاریخ غرب نوشت. اما نتوانست مطالعه خود راکه دربارهٔ اسلام طرح‌ریزی کرده بود به پایان برساند.
نوشته‌های وبر دربارهٔ دین با نوشته‌های دورکیم از نظر توجه به ارتباط میان دین و دگرگونی اجتماعی (چیزی که دورکیم چندان توجهی به آن نکرد) فرق دارند. آن‌ها در نقطه مقابل آثار مارکس هستند، زیرا وبر استدلال می‌کند که دین لزوماً نیرویی محافظه کار نیست، برعکس، جنبش‌های الهام گرفته از دین اغلب دگرگونی‌های اجماعی چشمگیری به وجود آورده‌اند. بدین سان آیین پروتستان به ویژه پیوریتنیسم منبع شیوه نگرش سرمایه دارانه موجود در غرب امروزی بود. نخستین کارآفرینان اکثراً از پیروان کالون بودند. انگیزه آن‌ها برای موفقیت، که به شروع توسعه اقتصادی در غرب کمک کرد، در اصل از میل خدمت به خداوند سرچشمه می‌گرفت. موفقیت مادی برای آن‌ها نشانه‌ای از لطف الهی بود.
وبر تحقیق خود را دربارهٔ ادیان جهان به عنوان یک طرح واحد در نظر می‌گرفت. بحث او دربارهٔ تأثیر آیین پروتستان بر توسعه غرب جزئی از کوششی جامع برای درک تأثیر مذهب بر زندگی اجتماعی و اقتصادی و فرهنگ‌های مختلف است. وبر با تحلیل ادیان شرقی نتیجه می‌گیرد که آن‌ها موانع غیرقابل عبوری در برابر توسعه سرمایه‌داری صنعتی، آن گونه که در غرب رخ داد، فراهم کردند. این نه از آن روست که تمدن‌های غیر غربی عقب مانده‌اند. آن‌ها صرفاً ارزشهایی متفاوت با آنچه را که در اروپا مسلط گردید پذیرفته‌اند.
وبر یادآور می‌شود که در چین و هند قدیم در دوره‌های معینی توسعه قابل توجه تجارت، صنعت و شهرنشینی وجود داشت، اما در این جوامع الگوهای اساسی دگرگونی اجتماعی که در ظهور سرمایه‌داری صنعتی در غرب دخالت داشت به وجود نیامد و دین عامل عمده‌ای در جلوگیری از این دگرگونی بود. برای مثال، آیین هندو چیزی است که وبر آن را دین آن جهانی می‌نامد این بدان معناست که عالی‌ترین ارزش‌های آن «بر گریز از رنجهای دنیای مادی به سوی سطح عالی تری از هستی معنوی» تأکید می‌کند. احساسات مذهبی و انگیزش‌های برخاسته از آیین کنفوسیوس نیز مانع کوشش برای توسعه اقتصادی به مفهومی که در غرب درک می‌شود، گردیده و به جای اینکه تسلط جدی بر جهان را تشویق کند هماهنگی با آن را مورد تأکید قرار می‌دهد اگر چه چین زمانی دراز قدرتمندترین و از نظر فرهنگی توسعه یافته‌ترین تمدن در جهان بود
، ارزش‌های مسلط دینی آن همچون عاملی بازدارنده در برابر تعهد شدید نسبت به توسعه اقتصادی به خاطر خود آن عمل می‌کردند.
وبر مسیحیت را به مثابه یک دین رستگاری در نظر می‌گیرد، که متضمن این عقیده است که انسان‌ها اگر اعتقادات دینی را بپذیرند و از اصول اخلاقی آن پیروی کنند می‌توانند رستگار شوند. مفاهیم گناه و نجات یافتن از گناهکاری به مرحمت خداوند در اینجا دارای اهمیت هستند این مفاهیم نوعی تنش و پویایی عاطفی ایجاد می‌کنند که اساساً در ادیان شرقی وجود ندارد. ادیان رستگاری یک جنبه انقلابی دارند. در حالی که ادیان شرق یک نگرش انفعالی نسبت به نظم موجود در درون مؤمن پرورش می‌دهند. مسیحیت متضمن مبارزه‌ای دایمی علیه گناه است؛ و از این روی می‌تواند علیه وضع موجود شورش برانگیزد. رهبران دینی مانند عیسی ظهور می‌کنند که اصول عقاید موجود را از نو به شیوه ای تفسیر می‌کنند که ساخت قدرت موجود را به رویارویی فرا می‌خواند.

## کارکردهای دین
نقش دین از نظر جامعه‌شناسان و فیلسوفان اجتماعی:
ا) امیل دورکیم جامعه‌شناس فرانسوی:
- عامل همبستگی اجتماعی
- نقش ارتباطی بشر
- حفظ جماعت (انبوهه خلق)
- عامل اعتراض به نابرابری‌ها

ب) کارل مارکس جامعه‌شناس و اقتصاددان آلمانی:
- بقای دولت وطبقات مرفه جامعه
- افیون توده‌ها
- توجیه‌گر سلطه حاکمان
- جنبش‌آفرین
- توجیه‌گر محافظه‌کاری

پ) ماکس وبر جامعه‌شناس آلمانی:
- نیروی جنبش‌آفرین
- زمینه‌ساز توسعه اقتصادی
- عامل توسعه غرب
- زمینه‌ساز فرهنگ سرمایه‌داری
- تنظیم قدرت‌های مافوق

ت) الکسی دو توکویل فیلسوف فرانسوی:
- ایجاد نمادهای جدید
- عامل توسعه دموکراسی
- ایجاد نظم اخلاقی
- عامل انسجام‌بخش

ث) رابرت نیزبت جامعه‌شناس آمریکایی:
- جبرانگر نقص عقلائی بشر
- توجیه‌گر فراعقلی و متافیزیکی

ج) لودویگ فویرباخ فیلسوف آلمانی:
- پناهگاه انسان از درد و رنج
- افیون توده‌ها

ح) جورج زیمل جامعه‌شناس آلمانی:
- همانندساز تعامل اجتماعی
- ایجادگر احساس خاص عاطفی (تقوا)

چ) توماس لاکمن جامعه‌شناس آلمانی
- معنابخشی در جهان فروریخته
- عقلایی کردن تفکر و کنش انسان

خ) رابرت کی. مرتن جامعه‌شناس امریکایی
- وحدت‌بخش بشر و مخالف تفرقه
- پیوستگی خانواده و مخالف تفکیک نسل‌ها
- ایجادگر فرصت‌های آموزشی و مخالف محرومیت
- عامل گسترش دموکراسی و مخالف سرکوبگری
- ایجادگر تساوی اقتصادی و مخالف استثمار